# Клаус Йоганн Якобс
Клаус Йоганн Якобс (англ. Klaus Johann Jacobs; народився 3 грудня 1936, Бремен, Німеччина — помер 11 жовтня 2008, Кюснахт, Швейцарія) — швейцарський мільярдер німецького походження.

## Біографія
Закінчив Гамбурзький університет, а пізніше Стенфордський університет. Після закінчення навчання почав кар'єру в кавово-шоколадній промисловості. З 1962 року став директором із закупівель та маркетингу компанії Якобс AG, а 1972 року — генеральним директором. 1982 року відбулося злиття компаній Якобс AG і компанії Interfood та створення спільної компанії Jacobs Suchard AG, компанії номер один по виробництву шоколаду і кави в Європі. 1990 року створив компанію Barry Callebaut, одну з найбільших компаній з виробництва шоколаду.
У 1991 році Якобс купив компанію, що розробляла рішення у сфері управління персоналом, Adia Personnel Services, яку він пізніше об'єднав з Ecco. Спільна компанія отримала назву Adecco і потрапила в список Global Fortune 500.
Клаус Якобс помер 11 вересня 2008 року від раку в себе вдома у Кюснахті, Швейцарія.

## Учасник
- World Scout Foundation
- Президент Friends of the Hohe Tauern National Park з 1996 по 1998
- Член ради директорів Опери Цюриха з 2003
- Член ради директорів Асоціації друзів Байрота

## Філантропія
У 1988 році в Цюриху Клаус Дж. Якобс заснував свій благодійний Фонд Якобс, куди у 2001 році передав свою майнову частку в Jacobs Holding вартістю 1,5 млрд. швейцарських франків. Мета Фонду Якобса - сприяти продуктивному розвитку молоді шляхом об'єднання основних проєктів досліджень, прикладних програм та інтервенцій, шляхом діалогу та побудови мережі. Зараз Фонд  підтримує дослідження та проєкти по всьому світу. 
У 2006 році Якобс пожертвував 200 мільйонів євро університету Джейкобса в Бремені.

## Відзнаки та нагороди
2008: Золота медаль Бремена за заслуги перед містом Бремен
2008: Медаль Лейбніца в Берлін-Бранденбурзький академії наук за внесок в академічну науку
2005: Почесний доктор факультету психології Базельського університету
2005: Освітня нагорода коледжу освіти Цюриху за освітні та молодіжні проекти
2005-2008: Нагорода «Бронзовий вовк» від міжнародного комітету скаутів
1999: Silver World Award від бойскаутів Америки
2000: Австрійський почесний знак «За науку і мистецтво»
1991: Почесний знак «За заслуги перед Австрійською Республікою»